# 정부세종청사경비대
정부세종청사경비대(政府世宗廳舍警備隊)는 세종특별자치시경찰청이 관할하는 경비대이다. 세종특별자치시 도움6로 57 (어진동)에 위치하고 있다.

## 기본 정보
- 주소: 세종특별자치시 도움6로 57 (어진동)
- 우편번호: 30108

## 조직
- 행정과
- 안전과
- 국무총리공관파견대
- 경비1중대
- 경비2중대

## 같이 보기
- 세종특별자치시경찰청
- 정부서울청사경비대
- 정부과천청사경비대
- 정부대전청사경비대
- 국회경비대
- 김포공항경찰대
- 인천국제공항경찰대
- 김해공항경찰대
- 제주공항경찰대